# Joseph G. Gall
Joseph Grafton Gall (Washington, 14 aprile 1928 – Baltimora, 12 settembre 2024) è stato un biologo statunitense.

## Biografia
Fu un biologo cellulare, vincitore nel 2006 dell'Albert Lasker Special Achievement Award. Nel 2007 vinse anche il Louisa Gross Horwitz Prize (insieme ad Elizabeth Blackburn e Carol W. Greider). Divenne noto anche per avere incoraggiato un gruppo di biologhe, spesso chiamato "Gall's Gals", in un periodo quando ciò era piuttosto insolito.